# اوزون (آرکانزاس)
اوزون (به انگلیسی: Ozone) یک منطقهٔ مسکونی در ایالات متحده آمریکا است که در شهرستان جانسون، آرکانزاس واقع شده‌است. اوزون ۵۹۴٫۰۶ متر بالاتر از سطح دریا واقع شده‌است.